# Sophie Germainpriemgetal
Een Sophie Germainpriemgetal is een priemgetal p waarvoor geldt dat 2p+1 ook priem is. Deze getallen zijn genoemd naar de Franse wiskundige Sophie Germain. Het getal 2p+1 wordt een veilig priemgetal genoemd.
De eerste twaalf Sophie Germainpriemgetallen zijn: 2, 3, 5, 11, 23, 29, 41, 53, 83, 89, 113 en 131.
Sophie Germainpriemgetallen p zijn altijd van de vorm p = 5 mod 6 voor p > 3. Getallen 0,2,3 of 4 modulo 6 zijn deelbaar door 2 of 3, dus zijn nooit priem voor p groter dan 3. Voor priemgetallen p = 1 mod 6 geldt 2p+1 = 3 mod 6. Deze getallen zijn dus deelbaar door 3.
Een reeks priemgetallen p, 2p+1, 2(2p+1)+1, ... heet een Cunningham-ketting van de eerste soort. Alle getallen, behalve de laatste, zijn Sophie Germain priemgetallen. Alle termen, behalve de eerste zijn veilige priemgetallen. 
Het aantal Sophie Germainpriemgetallen is niet bekend. De verwachting is dat er oneindig veel van zijn, maar een bewijs hiervan is niet bekend.
Als p = 3 mod 4 en p > 3, dan deelt 2p+1 het Mersenne-getal Mp. Dit werd bewezen door Euler en Lagrange.